# Faouzi Saichi
 (avril 2017).
Si vous disposez d'ouvrages ou d'articles de référence ou si vous connaissez des sites web de qualité traitant du thème abordé ici, merci de compléter l'article en donnant les références utiles à sa vérifiabilité et en les liant à la section « Notes et références ».
Faouzi  Saichi,est né le 9 avril 1951  à Aïn Sefra, Algérie, est acteur algérien.

## Filmographie

### Télévision
- 1982 : Un toit et une famille de Rabah Laradji
- 1986 : Sombrero de Rabah Bouberras
- 1986 : Les Folles Années du twist de Mahmoud Zemmouri
- 1989 : Le clandestin de Benamar Bakhti
- 1991 : De Hollywood à Tamanrasset
- 1996 : Salut cousin !
- 1996 : Le Portrait
- 2003 : Viva Laldjérie de Nadir Moknèche
- 2003 : Chouchou
- 2004 : Nass Mlah City 2
- 2004 : Viva Algeria : Le planton du cadastre[2]
- 2004 : Douar El-Dollar : Oncle de Mustapha
- 2005 : Nass Mlah City 3
- 2006 : Beur blanc rouge
- 2006 : Mon colonel
- 2007 : Mon oncle et le Télégraphe : "Khali wel Télégraphe"
- 2008 : Lakhdar et la Bureaucratie
- 2009 : Entre hier et aujourd'hui
- 2011 : Djemai Family : Directeur de prison
- 2018 : Bougrones

### Cinéma
- 1991 : Cheb de Rachid Bouchareb
- 2002 : Frontières, de Mostéfa Djadjam
- 2003 : Après la pluie, le beau temps de Nathalie Schmidt
- 2007 : Meriem